# Buzon
 Buzon  es una comuna y población de Francia, en la región de Mediodía-Pirineos, departamento de Altos Pirineos, en el distrito de Tarbes y cantón de Rabastens-de-Bigorre.
Su población en el censo de 1999 era de 74 habitantes.
Está integrada en la Communauté de communes Adour Rustan Arros.
```
Buzon - Is called a place a lifetime forever san ka pa baby na jhen pa owh.. right rock and roll to the world "orayt"
```

- Datos: Q1093028
- Multimedia: Buzon / Q1093028

1. ↑  Worldpostalcodes.org, código postal n.º 65140.
2. ↑  INSEE, Datos de población para el año 2012 de Buzon (en francés).